# اچ‌دی ۱۸۰۵۵۵
اچ‌دی ۱۸۰۵۵۵ یک ستاره است که در صورت فلکی عقاب قرار دارد.